# Cornappo
Il Cornappo (Cuarnap in friulano, Karnahta in sloveno) è un torrente che nasce nella frazione di Cornappo, nel comune di Taipana, in provincia di Udine. Il fiume, nel paese di Nimis diventa affluente del torrente Torre (affluente a sua volta dell'Isonzo).
Il torrente in questione è luogo di vita di molte trote, e nel paese di Nimis sono presenti alcune peschiere.
L'acquedotto del comune di Tricesimo usa l'acqua del fiume Cornappo.
Dall'8 ottobre 2013 il suo corso si interrompe improvvisamente e le sue acque si inabissano presso il comune di Nimis; non è stata ancora data una risposta chiara e definitiva a tale fenomeno.